# Doug Lishman
Doug Lishman, född 14 september 1923 i Birmingham, död december 1994 i Stoke-on-Trent, var en engelsk fotbollsspelare.

## Karriär
År 1948 lämnade Lishman Walsall FC i tredjedivisionen för Arsenal FC, en affär som kostade 10 500 pund. Under sin karriär i Arsenal gjorde Lishman 137 mål på 244 matcher. Mellan åren 1951 och 1955 var han klubbens främsta målskytt under fem säsonger. Han vann Football League First Division med Arsenal 1953. I mars 1956 lämnade Lishman Londonklubben för Nottingham Forest.